# 国際協力機構
独立行政法人国際協力機構（どくりつぎょうせいほうじんこくさいきょうりょくきこう、英: Japan International Cooperation Agency、略称: JICA）とは、独立行政法人国際協力機構法に基づいて設置された独立行政法人。理事長は田中明彦。
外務省が所管する。政府開発援助（ODA）の実施機関の一つであり、開発途上地域等の経済及び社会の発展に寄与し、国際協力の促進に資することを目的としている。前身は1974年（昭和49年）8月に設立された特殊法人国際協力事業団であり、2003年（平成15年）10月1日に現名称へ変更された。前身についても一括して述べる。

## 事業内容
事業内容は多岐にわたっており、その基本は「人を通じた国際協力」である。JICAは日本国政府の政府開発援助を執行する実施機関として、対象地域や対象国、開発援助の課題などについての調査や研究、JICAが行うODA事業の計画策定、国際協力の現場での活動を行う人材の確保や派遣、事業管理、事業評価などの役割を担っている。
JICAは、開発途上国の現場において、相手国の人々と共に働き汗を流しながら開発援助活動を直接担当する国際協力の専門家や開発コンサルティング会社（開発コンサルタント）、ボランティアなどの人選や派遣を行うため、JICAが日本と途上国の人々との架け橋となっていると評価されている。
JICAは、日本国内において多文化共生を促進するためのさまざまなプロジェクトを展開している。JICAは日本の地方自治体やNPOと協力し、外国人住民が地域に適応しやすい環境を整備するための研修やワークショップを実施している。例えば、自治体職員や地域の支援者向けの研修プログラムを提供し、文化的な違いへの理解を深める機会を提供している。JICAは、外国人住民が円滑に生活できるよう、日本語教育の支援にも力を入れている。JICAは、地域の日本語教室や学校と連携し、日本語指導者の育成や教材の開発を行っている。また、日本語学習支援アプリやオンライン学習プログラムの提供も行い、より多くの外国人が学習できる環境を整えている。JICAは、日本に来る技能実習生や特定技能外国人に対する支援も行っている。送り出し国での事前研修を実施し、日本での生活や労働環境についての情報を提供するほか、日本国内でのフォローアップ研修も行っている。

### 有償資金協力
途上国に対して円建て・低金利・長期で開発資金の貸し付けを行う円借款業務と、途上国において事業を行おうとする民間企業のこと

### 無償資金協力
病院等の医療機関、学校等の教育機関、道路等の運輸交通機関、電力施設、情報通信施設、生活用水施設等の「施設の建設」や、医療機材や教育訓練機材等の「資機材の調達」等の資金を無償で贈与することにより、医療や給水、農村開発、運輸交通などの国家の発展に必要な基礎的な要素を建設する。二国間贈与に基づいて行われるため、開発途上国に資金についての返済を求めない。
国際協力機構はこの無償資金協力のうちの「事前調査」「実施促進」を担っており、一般無償のうちの一般プロジェクト無償・留学研修支援無償と、水産無償と文化無償と食糧援助と貧困農民支援を行う。しかし、予算・案件の採択権限に加えて個別の案件の実施そのものがいまだ外務省の所管となっており、一般無償のうちの日本NGO支援無償・ノンプロジェクト無償・草の根人間の安全保障無償と、緊急無償については、外務省が直接、調達代理機関や国際機関やNGOなどと連携・調整して実施している。
外務省としては、「日本の顔」の見える援助と相互人材交流、人材育成を目指し1998年より開始している「日本センター」の設置もこの一環であり、現在アジア地域の9か国及びロシアに設置されている。

### 技術協力

#### 技術協力プロジェクト
JICAが海外で実施する中心的な事業のひとつで、現場の状況に応じたオーダーメイドの協力計画を相手国と共同で作りあげることにより、その成果が相手国自身の手により継続され自発的発展を促すことを目的とする事業。
専門家派遣
開発途上国の人材開発、組織強化などを目的として、開発途上国や国際機関の要請をうけて派遣される。派遣された専門家は、その国の行政官や技術者と共に、その国の実情に即した技術の仕組みや開発、普及を行う。専門家は関係省庁の推薦・一般からの公募・専門家登録制度に登録している人から選ばれる。一年以上の長期派遣と、一年未満の短期派遣がある。
- JICAが派遣した技術協力専門家・コンサルタントが巻き込まれた事件
  - 1991年 - ペルーにて共産ゲリラセンデロ・ルミノソにより3名の専門家が殺害される（ワラル事件）。
  - 1998年 - タンザニアにて車で帰宅途中の専門家が強盗に襲われて殺害される。
  - 1999年 - キルギス日本人誘拐事件。

研修員受け入れ
途上国の中核的な役割を担う、行政官や技術者、研究者などを「研修員」として日本に招き、それぞれの国で必要とされている知識や技術に関する研修を行う。
機材の供与
技術を習得した相手国の専門家が技術を普及するにあたって必要な機材を相手国に供与する。途上国のニーズへの合致や、メンテナンスが可能かなどを十分に検討して行う。

#### 国・課青年研修
開発途上国の若手行政官や技術者等を日本に招き、それぞれの国で必要とされている分野の研修を18日間にわたって受けさせることにより、日本における当該分野の技術や制度に関する知識を習得させ、日本の技術が発展した歴史や経験や文化や社会的な背景を理解させ、相手国の将来の国づくりを担う人材を育てることを目的とする事業。

### ボランティア派遣
- 青年海外協力隊
- 日系社会青年海外協力隊
- シニア海外協力隊
- 日系社会シニア海外協力隊
- 短期ボランティア
- 帰国ボランティア

### 国際緊急援助
開発途上国で大規模災害が発生した場合に、国際緊急援助隊（JDR）が救助・医療・学術的支援を行う事業。救助チームは、警察庁、消防庁、海上保安庁の救助隊員から構成され、被災国の要請を受理してから24時間以内に日本を出発し、被災地での被災者の捜索、発見、救出、応急処置、安全な場所への移送を行う。医療チームは、自発的な意志にもとづいてあらかじめ登録された医師、看護師、薬剤師、調整員などから編成され、被災国の要請を受理してから48時間以内に日本を出発し、負傷者に対する医療行為を行う。専門家チームは、学者や技術者等から構成され、現地政府機関に対して復旧活動に関する応急対策と学術的指導を行う。

## 沿革
- 1954年1月 - 日本海外協会連合会設立。
- 1954年4月 - コロンボ・プラン加盟、日本の技術協力事業の開始。
- 1962年6月 - 海外技術協力事業団（OTCA）設立。
- 1963年7月 - 日本海外移住振興株式会社および日本海外協会連合会を母体として、海外移住事業団（JEMIS）設立。
- 1965年4月 - 日本青年海外協力隊（JOCV）発足。
- 1974年8月 - 海外技術事業団、海外移住事業団、海外農業開発財団、及び海外貿易開発協会（一部）を統合し、外務省所管の特殊法人として国際協力事業団（JICA）設立。
- 1987年9月 - 国際緊急援助隊（JDR）発足。
- 1989年 - ODA拠出額がアメリカを抜いて世界一位になる。
- 1990年4月 - シニア協力専門家（シニア海外協力隊）派遣事業開始。
- 2003年10月 - 改組に伴い、特殊法人国際協力事業団から独立行政法人国際協力機構（JICA）へ改称。
- 2006年11月 - 「独立行政法人国際協力機構法の一部を改正する法律」成立。
- 2008年10月1日 - 特殊銀行である国際協力銀行が解散。国際協力銀行の海外経済協力業務をJICAに承継（国際金融業務は日本政策金融公庫に承継）（JJ統合）。
- 2009年9月24日 - 新宿本部と竹橋本部が千代田区二番町の同一拠点へ移転。

### 国際協力銀行との関係
政府は行政改革の一環として、2006年5月26日に「簡素で効率的な政府を実現するための行政改革の推進に関する法律」（行政改革推進法）を成立させ、そのうちの政策金融改革の一環として、2006年11月8日の第165回国会（臨時国会）において、「独立行政法人国際協力機構法の一部を改正する法律を成立させた。これにより国際協力銀行の海外経済協力業務はJICAに承継されることになり、国際協力銀行の国際金融業務は2006年に成立した「株式会社日本政策金融公庫法」により日本政策金融公庫国際金融部門に承継されることになった。
政府は、「独立行政法人国際協力機構法の一部を改正する法律」の法案提出理由において、「政府開発援助をより効果的かつ効率的に実施するため、独立行政法人国際協力機構について、国際協力銀行の海外経済協力業務を同銀行から移管するとともに、無償の資金供与による協力の実施に関する業務を新たに追加する等の措置を講ずる必要がある。」と説明している。

### 国際協力機構債券の販売
有償資金協力の財源を確保するため、2008年から国際協力機構債券（JICA債）の販売を開始した。
| 回次  | 年月日         | 金額    |
| ----- | -------------- | ------- |
| 第1回 | 2008年12月19日 | 300億円 |
| 第2回 | 2009年6月19日  | 300億円 |
| 第3回 | 2009年12月16日 | 200億円 |
| 第4回 | 2010年6月18日  | 200億円 |
| 第5回 | 2010年9月15日  | 200億円 |
| 第6回 | 2010年12月15日 | 200億円 |
| 第7回 | 2011年6月16日  | 200億円 |

- 2024年6月には、第79回募集として、200億円が発売。年利0.580%。各債券金額は1000万円。償還期間は5年（2029年）。元金保証[5]。

- 2024年11月には次の債券が同時に発売[6]
  - 第81回ジェンダーボンド10年債 100億円。年利1.181％。各債券は1000万円。元金保証。2034年に償還[7]。
  - 第80回 ジェンダーボンド5年債 200億円。年利0.820％。 各債券は1000万円。元金保証。2029年に償還[8]。

- 2025年3月には第82回募集として、個人向け債券「JICA SDGs債」40億円分が発売される。年利0.850%。各債券は1万円。元金保証なし。償還期間2年（2027年）[9]。

## 組織

### 住所
- 本部 〒102-8012 東京都千代田区二番町5-25  二番町センタービル

### 主な役職員
- 理事長：田中明彦（たなか あきひこ、三極委員会アジア太平洋地域議長、国際政治学者）
- 理事長
- 副理事長
- 理事
- 監事
- 上級審議役等
  - 環境社会配慮ガイドライン異議申立担当特命審議役
  - 金融リスク管理担当特命審議役
  - ナレッジマネジメント担当特命審議役
  - 予算執行管理担当特命審議役
  - サステナビリティ推進担当特命審議役
  - 法務・コンプライアンス担当特命審議役
  - 緒方貞子平和開発研究所長
  - 緒方貞子平和開発研究所副所長

### 部局
- 理事長室
- 監査室
- 総務部
- 安全管理部
- 情報システム部
- 広報部
- 人事部
- 財務部
- 管理部
- 企画部
- 東南アジア・大洋州部
- 東・中央アジア部
- 南アジア部
- 中南米部
- アフリカ部
- 中東・欧州部
- 民間連携事業部
- ガバナンス・平和構築部
- 人間開発部
- 経済開発部
- 社会基盤部
- 地球環境部
- 国内事業部
- 資金協力業務部
- インフラ技術業務部
- 審査部
- 国際協力調達部
- 評価部
- 青年海外協力隊事務局
- 国際緊急援助隊事務局

## 拠点

### 国内拠点
JICA公式サイト内の「日本国内のJICA窓口」も参照。

#### 機関
- 本部 〒102-8012 東京都千代田区二番町5-25 二番町センタービル
- JICA緒方研究所

各地の拠点・窓口
各都道府県のJICA窓口および業務等を所管する拠点には以下の15箇所がある。
- JICA北海道（札幌） 〒003-0026 北海道札幌市白石区本通16丁目南4-25
- JICA北海道（帯広） 〒080-2470 北海道帯広市西20条南6丁目1-2
- JICA東北 〒980-0811 宮城県仙台市青葉区一番町4-6-1 仙台第一生命タワービル20階
- JICA二本松 〒964-8558 福島県二本松市永田字長坂4-2
青年研修を除く技術研修員受入事業、および日系研修員受入事業についてはJICA東北が所管している。
- JICA筑波 〒305-0074 茨城県つくば市高野台3-6
日系研修員受入事業についてはJICA横浜が所管している。
- JICA東京 〒151-0066 東京都渋谷区西原2-49-5
当センターの管轄は茨城県と神奈川県を除く関東1都3県、および新潟県となっている。また、日系研修員受入事業についてはJICA横浜が所管している。
- JICA横浜 〒231-0001 神奈川県横浜市中区新港2-3-1（みなとみらい地区11-1街区 赤レンガ国際館）
当センターの管轄は神奈川県だけでなく山梨県も含まれる。
- JICA駒ヶ根 〒399-4117 長野県駒ヶ根市赤穂15
- JICA北陸 〒920-0853 石川県金沢市本町1-5-2 リファーレ（オフィス棟）4階
- JICA中部 〒453-0872 愛知県名古屋市中村区平池町4丁目60-7（ささしまライブ24地区）
- JICA関西 〒651-0073 兵庫県神戸市中央区脇浜海岸通1-5-2
2012年4月、JICA兵庫にJICA大阪を統合して誕生した。
- JICA中国 〒739-0046 広島県東広島市鏡山3-3-1
- JICA四国 〒760-0050 香川県高松市亀井町5-1 百十四ビル13階
- JICA九州 〒805-8505 福岡県北九州市八幡東区平野2-2-1
- JICA沖縄 〒901-2552 沖縄県浦添市字前田1143-1

#### 施設
- JICA市ヶ谷ビル（〒162-8433 東京都新宿区市谷本村町10-5）
  - 1階：JICA図書館
開発途上国への国際協力に携わる人々を支援するために設立された専門の図書館。
開館時間：10:00〜18:00（閲覧自由・貸出はJICA関係者のみ）
（休館日：土日祝日、月末最終平日（館内整理日）、年末年始（12月28日〜1月3日）、その他臨時休館あり）
  - 1・2・6階：JICA地球ひろば
館内には国際協力に関する体験ゾーンや展示スペースを設置。また、セミナー・報告会などを行うための貸出スペース（交流ゾーン）も用意されている。2012年10月、渋谷区広尾から当ビル内へ移転した。1階に体験ゾーン、2階に展示スペース・交流ゾーン・カフェ、6階に事務室がある。
開館時間（体験ゾーン）：平日10:00〜20:00/土日祝10:00〜18:00（利用無料）
（休館日：毎月第1・3月曜日、年末年始（12月29日〜1月3日）、その他臨時休館あり）
  - 3・4階：JICA緒方研究所
開発途上国における諸問題やこれまでの開発援助による効果・課題の分析、さらに現地での経験・データを基盤とした研究などを行っている。詳細は「JICA緒方研究所」を参照のこと。
- JICA横浜 海外移住資料館（赤レンガ国際館（JICA横浜）2階）
中南米や北米・ハワイなどを中心とした日本人の海外移住に関する歴史、現地への移住者およびその子孫にあたる日系人について理解を深めるための展示やワークショップを行っている。また資料館の併設施設として、国際協力・開発教育に関する図書や映像資料（計約1万点）を所蔵する 図書資料室 が開設されている。この他、JICA横浜がある赤レンガ国際館の2階には JICAプラザよこはま、3階にはカフェ「港が見えるレストラン Port Terrace Cafe」も設置されている。
開館時間：10:00〜18:00（利用無料）
（休館日：月曜日（※祝日の場合は翌日）、年末年始（12月29日〜1月3日）、その他臨時休館あり ※図書資料室は日曜日・祝日・月末資料整理日も閉室）
- JICA中部 なごや地球ひろば（JICA中部 交流棟1〜3階）
2009年3月に名東区から移転したJICA中部の交流棟内において、JICA地球ひろば（東京）のサテライト施設として設立された。1階に体験ゾーン・情報コーナー・カフェ・ショップ・中庭、2階に活動ゾーン（会議スペース・セミナールーム）・パネルコーナー、3階に屋上庭園がある。
開館時間（体験ゾーン）：10:00〜18:00（利用無料）
（休館日：月曜日、年末年始、国民の祝日、その他臨時休館あり）

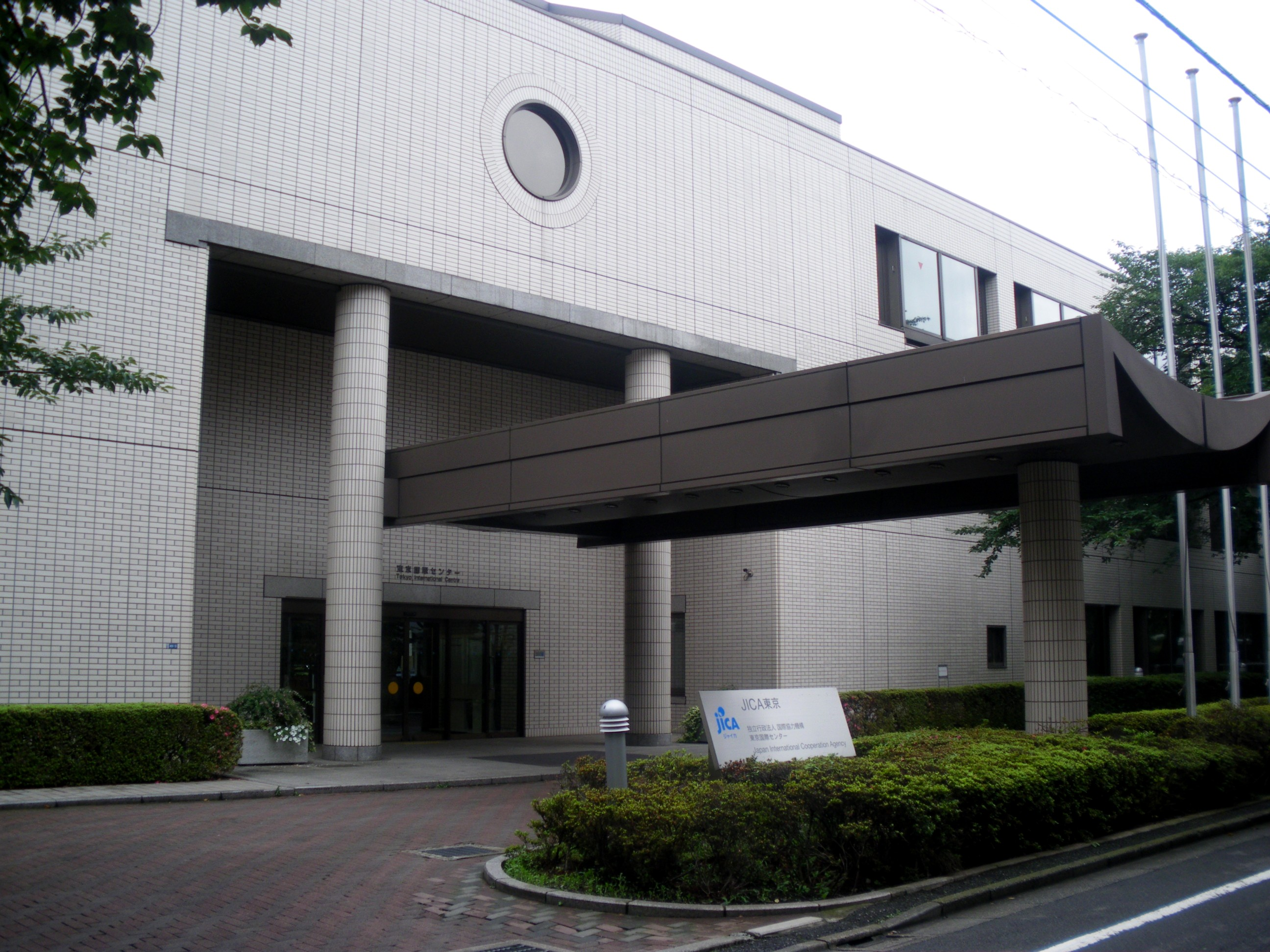
JICA東京(幡ヶ谷　本部ではない）
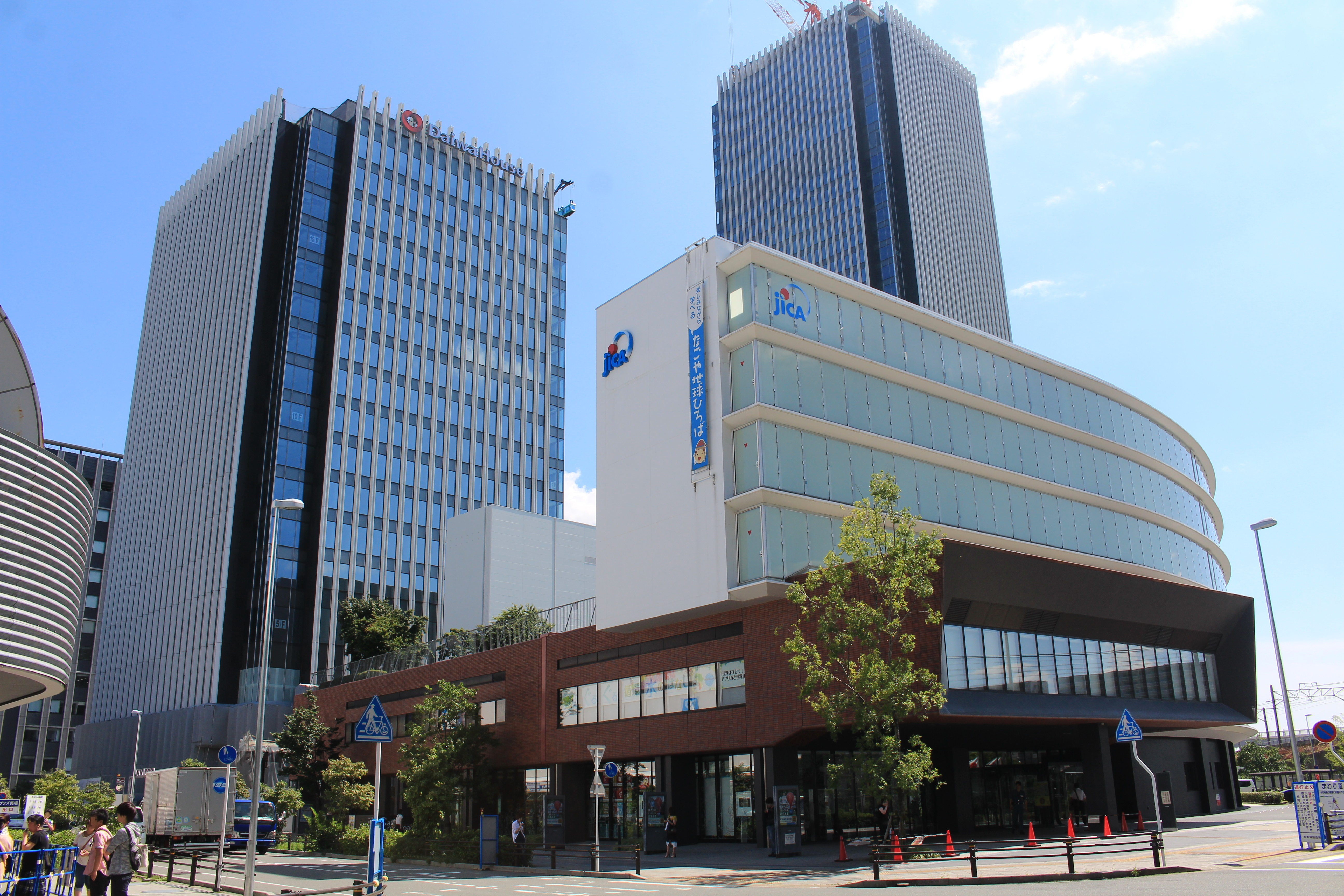
JICA中部(名古屋)
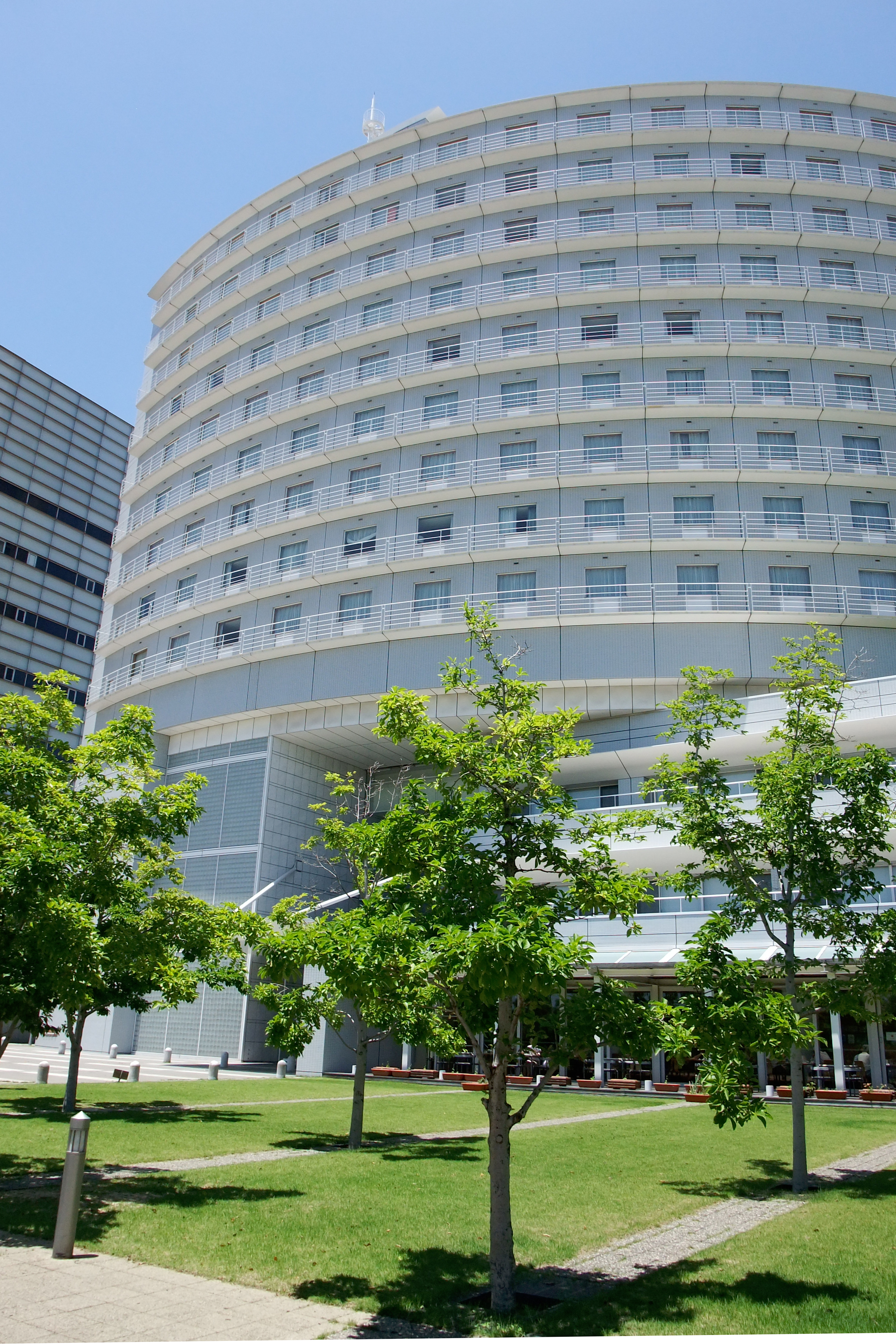
JICA関西(神戸)
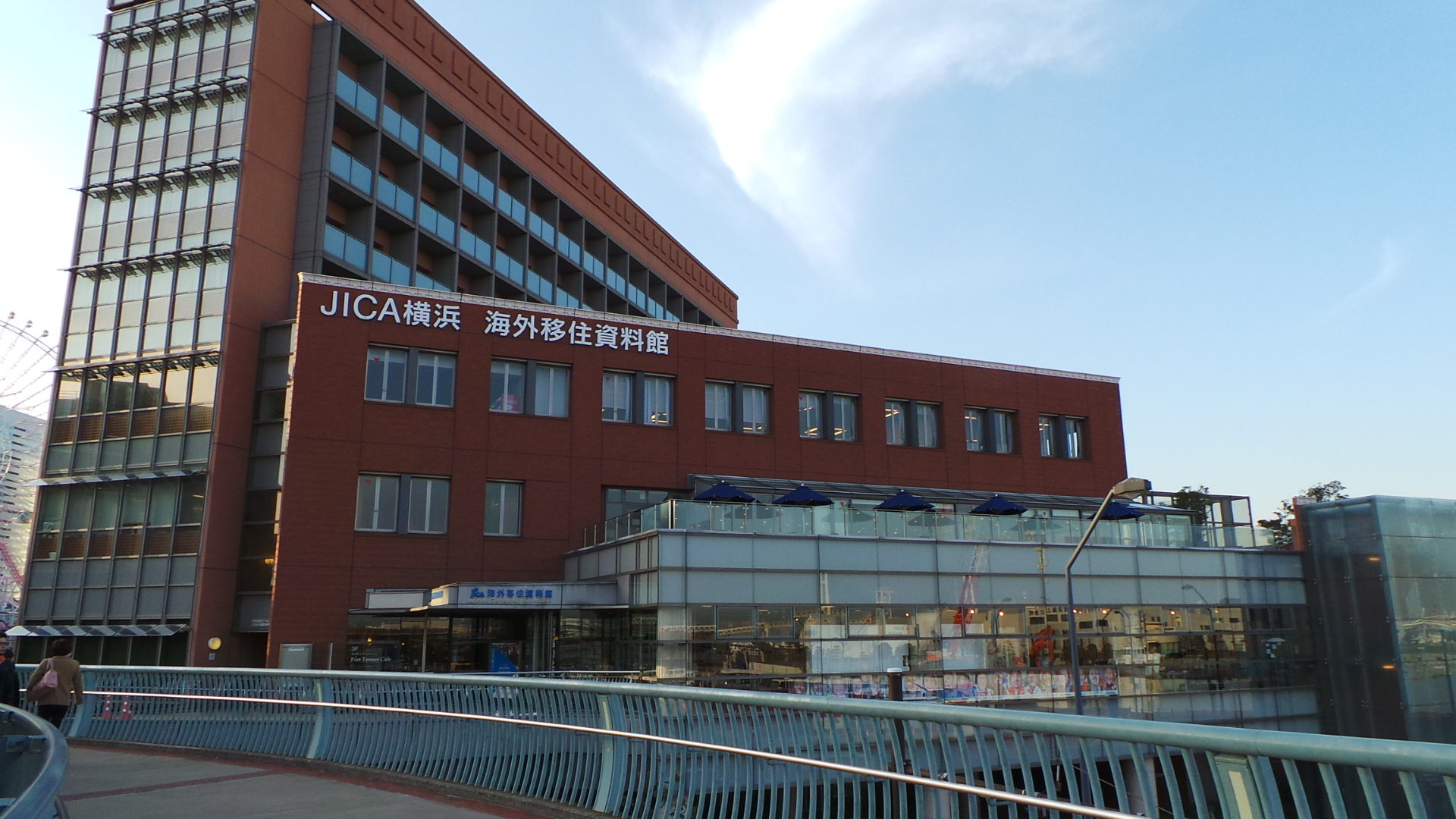
JICA横浜

### 海外拠点（事務所・支所）

#### アジア
東南アジア
インドネシア事務所、マレーシア事務所、フィリピン事務所、タイ事務所、カンボジア事務所、ラオス事務所、東ティモール事務所、ベトナム事務所、ホーチミン出張所、ミャンマー事務所
東アジア
中華人民共和国事務所、モンゴル事務所
中央アジア
ブータン事務所、バングラデシュ事務所、インド事務所、ネパール事務所、パキスタン事務所、スリランカ事務所
インド洋
モルディブ支所、マーシャル支所

#### オセアニア
オセアニア
フィジー事務所、パプアニューギニア事務所、パラオ事務所、ミクロネシア支所、ソロモン支所
ポリネシア
トンガ支所、バヌアツ支所、サモア支所

#### 中東
中央ユーラシア
アフガニスタン事務所、キルギス共和国事務所、タジキスタン事務所、ウズベキスタン事務所
中東
イラン事務所、イラク事務所、エルビル出張所、パレスチナ事務所、ガザ出張所、ヨルダン事務所、シリア支所、トルコ事務所

#### ヨーロッパ
バルカン事務所、フランス事務所、ウクライナ事務所、ジョージア支所

#### アフリカ
北アフリカ
エジプト事務所、モロッコ事務所、チュニジア事務所、スーダン事務所、エチオピア事務所、ガーナ事務所、ケニア事務所、マラウイ事務所、ナイジェリア事務所
中部アフリカ
南アフリカ共和国事務所、ウガンダ事務所、タンザニア事務所、ザンビア事務所、アンゴラ事務所、カメルーン事務所、コートジボワール事務所、マダガスカル事務所、モザンビーク事務所、ルワンダ事務所、セネガル事務所、コンゴ民主共和国事務所、、南スーダン事務所、ジブチ事務所
南部アフリカ
ナミビア支所、ジンバブエ支所、ベナン支所、ブルキナファソ支所、ガボン支所、ニジェール支所、シエラレオネ支所

#### アメリカ
北アメリカ
アメリカ合衆国事務所、メキシコ事務所
カリブ海地域
キューバ事務所、ドミニカ共和国事務所、ハイチ支所、ジャマイカ支所、セントルシア支所
中央アメリカ
エルサルバドル事務所、グアテマラ事務所、ホンジュラス事務所、コスタリカ支所、ベリーズ支所、ニカラグア事務所、パナマ事務所
南アメリカ
エクアドル事務所、コロンビア支所、ベネズエラ支所、ブラジル事務所、ブラジリア出張所、ペルー事務所、チリ支所、ボリビア事務所、パラグアイ事務所、アルゼンチン支所、ウルグアイ支所、ボツワナ支所

## JICA関係法令および条文の解説
- JICA関係法令検索
- 国際協力機構法（平成14年12月6日 法律第136号）
  - （English Translation) Law concerning the Independent Administrative Institution Japan International Cooperation Agency  (Law No.136 of December 6, 2002)
- 国際緊急援助隊の派遣に関する法律（昭和62年9月16日 法律第93号）
- 国際協力機構法施行令（平成15年9月12日 政令第409号）
- 国際協力機構の設立に伴う関係政令の整備及び経過措置に関する政令（平成15年9月12日 政令第410号）
- 独立行政法人の組織、運営及び管理に係る共通的な事項に関する政令（平成12年6月7日 政令第316号）
- 国際協力機構の業務運営並びに財務及び会計に関する省令（平成15年9月30日 外務省令第22号）
- 国際協力機構の業務運営並びに財務及び会計に関する省令の特例を定める省令（平成15年9月30日 外務・農林水産・経済産業省令第1号）
- 政府開発援助大綱（平成15年8月29日 閣議決定）

## 資金調達規模
2009年度予算の資金調達の規模は、財政投融資資金財政投融資特別会計国債から3056億円、財投機関債で500億円、一般会計からの繰り入れから1273億円、過年度の財投機関債・一般会計による融資の回収金から3371億円の計8200億円である。

## 不祥事
フィリピンでのODAによる鉄道改修事業に関連し、2019年に現地政府が実施した競争入札に於いて、JICAの職員の一人が、東京都内の建設コンサルティング会社に対し、業務内容やコストの見積り額などの秘密情報を事前に漏洩していたことが、2024年に明らかになった。当該のコンサルティング会社との間での金銭等の授受は確認されなかったが、JICAはこの職員を停職1ヵ月の処分とした。問題の入札は、当該の建設コンサルティング会社を含むグループが落札して約15億円で契約し、2024年10月現在も業務を継続している。
- 2015年、提携するアメリカ合衆国開発庁（USAID）は、テロ団体への支援が発覚したことから、解散が予定されている。